# Simon Sisters
Simon Sisters è stato un duo statunitense di musica folk e country attivo negli anni sessanta. Era formato dalle sorelle cantanti Lucy e Carly Simon, che poi avrebbe avuto una carriera da solista ricca di successi.
Sono ricordate per una loro interpretazione del brano di Pete Seeger Turn! Turn! Turn!.

## Repertorio folk
Ingaggiate dalla Kapp Records nel 1964 per il loro repertorio folk, nello stesso anno produssero quelli che sarebbero stati gli unici due dischi incisi per questa etichetta discografica: Meet The Simon Sisters (distribuito anche con il titolo The Simon Sisters - Winkin' Blinkin' and Nod) e Cuddlebug.
Ebbero un minore hit con il singolo Winkin' Blinkin' And Nod, canzone per bambini di Eugene Field, che Lucy aveva poi messo in musica.
Nel 1969, il duo firmò un contratto per la Columbia Records che distribuì il loro terzo album, The Simon Sisters Sing The Lobster Quadrille And Other Songs For Children, poi redistribuito dalla Columbia nel 1973 con il titolo di Lucy & Carly - The Simon Sisters Sing For Children.
Il duo si sciolse quando Lucy si sposò. La stessa Lucy ebbe poi una carriera minore come solista incidendo due dischi negli anni settanta prima di avere nuovo successo come compositrice di musiche destinate a lavori teatrali di Broadway.
Carly, a partire dal 1971, andò incontro invece ad una carriera da solista contrassegnata da un successo pieno.

## Discografia

### Album
- Meet The Simon Sisters, 1964
- Cuddlebug, 1964
- The Simon Sisters Sing The Lobster Quadrille And Other Songs For Children, 1969
- Lucy & Carly - The Simon Sisters Sing For Children, 1973
- Winkin', Blinkin' and Nod: The Kapp Recordings (Limited Edition CD), 2006